# إيفو كارلوفيتش
إيفو كارلوفيتش (بالكرواتية: Ivo Karlović) (مواليد 28 فبراير 1979 في زغرب، كرواتيا)، هو لاعب كرة مضرب كرواتي بدأت مسيرته كمحترف سنة 2000 يلعب باليد اليمنى ويحتل حالياً المرتبة رقم. 21 (16 يناير 2017) في تصنيف رابطة محترفين كرة المضرب. أعلى تصنيف له في الفردي كان المركز الـ 14 في سنة 2008. أعلى تصنيف له في الزوجي كان المركز الـ 44 في سنة 2006. شارك في دورة الألعاب الأولمبية الصيفية.

## روابط إضافية
- إيفو كارلوفيتش على موقع رابطة محترفي التنس (الإنجليزية)
- إيفو كارلوفيتش على موقع الاتحاد الدولي لكرة المضرب (الإنجليزية)
- إيفو كارلوفيتش على موقع كأس ديفيز (الإنجليزية)
- إيفو كارلوفيتش على موقع خلاصة التنس.كوم (الإنجليزية)
- إيفو كارلوفيتش على موقع أوليمبيديا (الإنجليزية)
- إيفو كارلوفيتش على موقع AS.com (الإسبانية)
- Karlović Recent Match Results
- Karlović World Ranking History
- Karlović Official Website

## روابط خارجية
- إيفو كارلوفيتش على موقع IMDb (الإنجليزية)